# Serang
Serang este un oraș din Indonezia.